# أخيل أيوجين فينات
أخيل أيوجين فينات (1863-1913) (بالإنجليزية: Achille Eugène Finet)‏ هو عالم نبات فرنسي.